# Чарахчьян, Таисия Никаноровна
Таисия Никаноровна Чарахчьян (1921—1986) — доктор физико-математических наук (1970), лауреат Ленинской премии (1976).

## Биография
Родилась 22 мая 1921 года в городе Краснотурьинск Свердловской области, девичья фамилия Жуйкова.
Окончила физический факультет МГУ (1946). Во время войны параллельно с учёбой работала учителем в школе.
С 1946 по 1986 годы — научный сотрудник Научно-исследовательского института ядерной физики МГУ, прикомандирована к Долгопрудненской научной станции ФИАН.
Доктор физико-математических наук (1970, тема диссертации «Исследование космических лучей в стратосфере»).
Область научных интересов: космическое излучение.

## Публикации
- 27-дневные вариации космических лучей. Связанные с неравномерным распределением активных областей на Солнце [Текст] / Г. А. Базилевская, В. П. Охлопков, Т. Н. Чарахчьян. — М.: [б. и.], 1974. — 26 с., 4 л. ил.; 20 см. — (Препринт/ АН СССР. Физ. ин-т им. П. Н. Лебедева; № 119).
- Зональная модуляция космических лучей [Текст] / А. Н. Чарахчьян, Г. А. Базилевская, Ю. И. Стожков, Т. Н. Чарахчьян. — М.: б. и., 1978. — [1], 17 с. : граф.; 20 см. — (Препринт / АН СССР, Физ. ин-т им. П. Н. Лебедева. Физика высоких энергий и космических лучей; № 188).
- Зональная модуляция космических лучей по данным нейтронных мониторов [Текст] / А. Н. Чарахчьян, Г. А. Базилевская, Т. Н. Чарахчьян. — М.: б. и., 1978. — [1], 26 с. : граф.; 21 см. — (Препринт / АН СССР, Физ. ин-т им. П. Н. Лебедева. Физика высоких энергий и космических лучей; № 189).
- Одиннадцатилетний цикл галактических космических лучей в межпланетном пространстве (стратосферные измерения) [Текст] / С. Н. Вернов, А. Н. Чарахчьян, Ю. И. Стожков, Т. Н. Чарахчьян. — М.: [б. и.], 1974. — 25 с., 2 л. ил. : ил.; 20 см. — (Препринт/ АН СССР. Физ. ин-т им. П. Н. Лебедева; № 107).
- Cosmic rays and solar activity [Текст] : (From the data of measurements in the stratosphere) / By A. N. Charakhchyan, T. N. Charakhchyan ; Acad. of sciences of the USSR. P. N. Lebedev physical inst. — Moscow : [б. и.], 1965. — 42 с. : ил.; 26 см.
- Вариации заряженной компоненты космических лучей на уровне моря / Т. Н. Чарахчьян, В. П. Охлопков, А. Ф. Красоткин и др. — М.: НИИЯФ, 1989. — 29 с. : ил.; 20 см. — (Препр. МГУ им. М. В. Ломоносова, НИИ ядерной физики; НИИЯФ МГУ-89—65/142).

## Звания и награды
Лауреат Ленинской премии (1976) — за стратосферные исследования вспышек космических лучей на Солнце и процессов солнечной модуляции галактических космических лучей.

## Семья
Муж — Агаси Назаретович Чарахчьян, доктор физико-математических наук, лауреат Ленинской премии. Сын — Чарахчьян, Александр Агасиевич, доктор физико-математических наук, заведующий отделом механики сплошных сред Вычислительного центра им. А. А. Дородницына РАН.